# Pseudochloroptila
Pseudochloroptila là một chi chim trong họ Fringillidae.